# شينتجور
شينتجور (بالإنجليزية: Šentjur)‏ هي مستوطنة تقع في سلوفينيا في Šentjur Municipality.[بحاجة لمصدر] يقدر عدد سكانها بـ 4,723 نسمة وترتفع عن سطح البحر 262.5 متر.

## المدن التوأمة
مدن Saint-Florent-sur-Cher ونوي-أنشباخ هي مدن توأمة لـشينتجور.